# 미국 육군 및 공군 교역처
육군 및 공군 교역처(AAFES, The Exchange 및 The PX 또는 The BX 라고도 함)은 백화점, 편의점, 레스토랑, 군복 매장, 극장을 운영하는 전 세계 미 육군 및 미 공군 시설에서 상품과 서비스를 제공하는 소비재 회사이다. 미국 50개 주와 미군이 주둔하고 있는 해외 30개국 이상에 걸쳐 있다. The Exchange의 본사는 미국 텍사스 주 달라스에 있으며 대표이사 겸 CEO는 톰 셜(Tom Shull)이다. 미국 국방부의 PX 중 가장 규모가 크며 내셔널 리테일 연방의 상위 100 리테일러 목록에서 54위에 위치해있다.
군대에 대한 소매 지원 외에도 교역처는 비용으로 미군에 전투복을 제공하고 해외 국방부 부양 학교 에 다니는 어린이를 위해 연간 약 420만 명의 비용으로 학교 급식을 제공하고 있다.
2017년 11월 11일 재향군인의 날부터 군 거래소는 명예 제대한 약 1,800만 명의 재향 군인에게 온라인 교환 쇼핑 특권을 제공하기 시작했다. 거래소는 2017년 6월에 VetVerify.org를 시작하여 재향군인이 혜택 시작일 전에 자격을 확인할 수 있도록 허용하였다.

## 역사

### 군매점의 뿌리

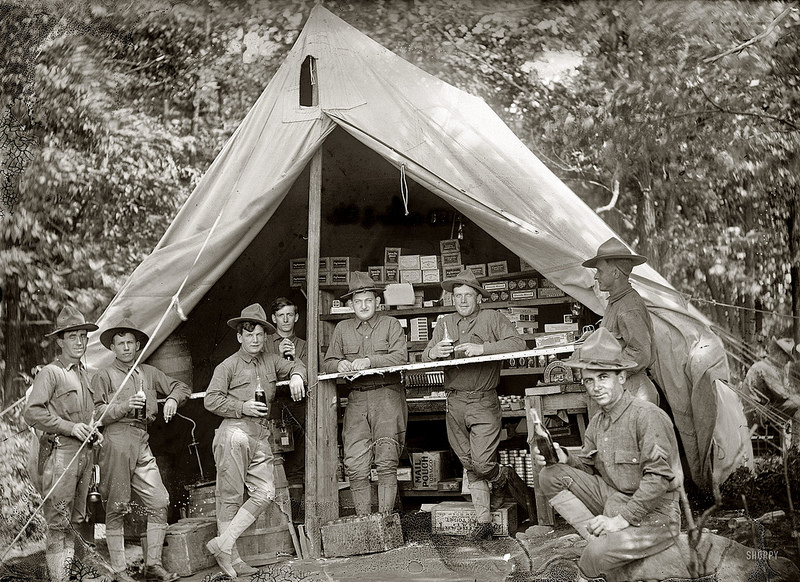
1914년 사진에서 군인들이 야전 PX에서휴식을 취하고 있다.

군매점 시스템이 만들어지기 전 100년 이상 동안 수틀러(sutlers) 라고 알려진 여행하는 상인들은 전시에 미군 병사들에게 상품과 서비스를 제공했다. 이들은 프렌치 인디언 전쟁 및 미국 독립 전쟁으로 거슬러 올라가는 미국 육군의 기지에서근무했다.
저품질 상품에 대해 부과세를 부과하는 종군 상인들에 대한 불만은 남북 전쟁 중에 널리 퍼졌으며 1867년 미국 전쟁부은 포스트 트레이더 시스템을 만들었다. 종군 상인들의 파렴치한 관행을 방지하기 위한 것이었지만, 포스트 트레이더 시스템은 여전히 군인들에게 지나치게 부풀려진 높은 가격에 팔렸고, 당시 뇌물과 부패로 만연했다.
1880년 11월 29일, 헨리 A. 모로우 대령는 인근 마을의 평판이 좋지 않은 유흥업소를 방문하는 군인들로 인해 발생하는 징계 문제를 진압하기 위해 밴쿠버 기지에 최초의 미군 매점을 설립했다. 기지에서 주둔하던 군대는 신문과 잡지를 제공 받았고, 당구와 카드 게임을 했으며, 자리를 떠나지 않고도 간단한 음식과 음료를 얻을 수 있었다.
이 아이디어는 매우 성공적이어서 다른 기지의 주둔 군대들이 국경 전역에 매점을 설립하기 시작하여 군대에 사람들과 어울릴 수 있는 장소를 제공할 뿐만 아니라 저렴한 가격에 생필품을 얻을 수 있게 했다. 1889년에 미국 전쟁부는 일반 명령 10호를 발행하여 지휘관이 군 초소에 매점을 설치할 수 있는 권한을 부여했다. 현대의 교환 시스템과 마찬가지로 이러한 매점은 대부분 재정적으로 자급자족했다.
1892년 2월 미국 전쟁부 장관은 매점을 이후 "PX"이라고 부르도록 명령했다. 이러한 변화는 "매점"이라는 단어가 외국 군대의 매점에서 발생한다고 주장되는 외설적이고 부도덕한 행동과 대중적으로 연관되어 있기 때문이다. 1895년까지 포스트 트레이더는 거의 대부분 명칭을 포스트 익스체인지로 대체되었다.

### 군매점 제도의 초창기
1895년 7월 25일, 미국 전쟁부는 일반 명령 46호를 발령하여 모든 초소의 지휘관에게 "가능한 모든 곳에서" 초소 교환소를 설립하도록 지시했다. 사후 교환은 두 가지 임무를 수행했는데, 첫 번째는 "정부가 제공하지 않는 일반 사용, 의류 및 소비 품목을 합리적인 가격으로 군대에 공급하고 합리적인 레크리에이션 및 오락 수단을 제공하는 것"이고 두 번째는 교환 이익을 통해 "대중을 향상시키는 수단을 제공"하는것을 골자로 하였다.
교환 시스템의 첫 45년 동안 교환은 각 초소 지휘관의 지시에 따라 독립적으로 운영되었으므로 교환 위치 간에 균일성이 거의 없었다. 전쟁부는 교환 작업을 중앙에서 통제하지 않았지만 지휘관이 금융 자산에 대해 책임을 지도록 했다. 교환은 또한 감찰관 사무실의 연례 점검을 받았다.
제1차 세계 대전 발발과 그에 따른 미군의 확장으로 인해 기존의 사후 교환 시스템이 이러한 대규모 노력을 수용할 수 없다는 것이 분명해졌다. 퍼싱 장군은 해외에서 구내식당 서비스를 제공하기 위해 민간 서비스 조직의 도움을 요청했지만, 그들은 하위 부대의 요구를 완전히 충족하는 데 필요한 장비와 경험이 부족한 것으로 판명되었다.

### 군매점 제도의 중앙집권화
제2차 세계 대전으로 귀결되는 징집하는 동안 전쟁부는 구식적인 군매점 제도를 개선할 방법을 점점 더 많이 발견하였다. 기존 군매점 제도에 대한 검토를 완료한 후 에드윈 그로즈 주니어 중령는 대규모 전쟁 노력의 요구를 충분히 충족시키기 위해 육군이 "전 세계적으로 지점을 가진 광범위한 체인점 시스템의 운영자가 되어야" 한다고 결론지었다. 1941년 4월, 5명의 저명한 소매 경영진으로 구성된 자문 위원회는 교환 운영을 감독할 중앙 조직의 창설을 권장하면서 이 개념을 확인했다.
1941년 6월 6일 육군 교환국(AES)이 창설되었다. 이후1948년 7월 26일 AES는 년에 창설된 공군에 복무하는 AES의 책임을 반영하기 위해 육군 및 공군 군매점으로 개명되었다.
설립 이후 군매점은 14개의 주요 군사 작전(제2차 세계 대전, 한국, 베트남, 그레나다, 파나마, 발칸 반도 및 지속적인 작전, 이라크 자유 작전 포함)과 수십 건의 인도주의 및 재해 구호 비상 사태에 참여했다.

## 구조 및 자금
국방부의 하부 조직인 군 매점 제도는 미국 합동참모본부를 통해 미 육군과 미 공군의 장관을 책임지는 이사회가 감독한다. 비충당 자금 활동으로서 Exchange는 상품 및 서비스 판매에서 발생하는 수익으로 운영의 98%를 자체 자금으로 조달한다. 충당된 자금의 2% 중 대부분은 해외 주재 미국인에게 해외로 물품을 운송하는 데 사용한다.
Exchange의 13인 이사회 구성원에는 중장급 인사가 포함된다. 현재 Caroline M. Miller 미 공군 인력 및 서비스 부참모장, Michael A. Grinston  미 육군 주임원사와 JoAnne Bass 미 공군 주임원사가 포함되어 있다.

## 밀리터리 스타 카드
군매점은 또한 1979년 의회가 약탈적 대출로부터 군인을 보호하기 위해 설립한 프로그램인 교환 신용 프로그램(ECP)을 운영하고 자금을 지원한다. Military Star Card 신용 카드는 ECP의 가장 성공적인 제품으로, 6개 지점과 부양 가족에 걸쳐 160만 명의 카드 소지자를 보유하고 있다. CreditCards.com의 2022년 11월 보고서에 따르면 스타 카드는 소매 브랜드 신용 카드 중에서 가장 낮은 고정 금리를 제공한다.
Exchange와 마찬가지로 Exchange Credit Program은 수입의 상당 부분을 군대의 삶의 질 프로그램에 기부한다. 군사 시설 구매를 위한 "하나의 카드 솔루션"으로 판매되는 이 카드는 관대한 조건, 일일 할인, 수수료 면제 및 특별 제안을 통해 매년 수백만 달러의 가치를 창출하고 있다.

## 같이 보기
- 군매점
- 주한 미군
- 해외 주둔 미군
- 세금 공제